# Délibábok (Sanctuary – Génrejtek)
A Délibábok (Fata Morgana) a Sanctuary – Génrejtek című kanadai sci-fi-fantasy televíziós sorozat első évadjának harmadik epizódja.

## Ismertető
|  | Alább a cselekmény részletei következnek! |

Dr. Helen Magnus, lánya, Ashley Magnus és Dr. Will Zimmerman és egy távoli szigeten lévő kriptában a hosszú élet elixírjét keresi. A Holtak Őrzőin átjutva Will a kripta belsejében három sírt, és bennük három élő, bár kómában fekvő nőt talál. A Menedékbe visszatérve Dr. Magnus a nők felébresztésén kezd dolgozni, illetve az egyik Őrző testét vizsgálja, Ashley ezalatt a város alatt élő humanoid kaméleon becserkészésre indul.
A három testvér egyike, Danu ébred fel elsőként, rémülten emlékszik vissza elrablásuk körülményeire, korábbi emlékei azonban homályosak. Titokzatosságuk csak növekszik, ahogy Will arra következtet, Danu kb. 1200 évvel ezelőtti emlékekről beszél. Will szakmai véleménye az, hogy a testvére elméje megzavarodott a bezártság és a szörnyek miatt. Hipnózis alatt próbálja feleleveníteni emlékeiket. Közben a Cabal (Cabalis Nocturnum), egy titkos szekta, mely magáénak véli a három nő tulajdonjogát, a Menedék felé tart, hogy visszaszerezze őket.
Dr. Magnus vizsgálódásai során rábukkan a Morríganre egy ősi legendában: „Három természetfeletti nő, egyetlen céllal: férfiakat ölni”. A három boszorkány a középkorban, Artúr király idején tűnt fel csatamezőkön, és Artúr ellenségei azonnal holtan estek össze. Ezzel egy időben a három testvér egy újabb emlék hatására visszanyeri tudását és hatalmát, csak Helen közbenjárásának köszönhető, hogy Willnek nem esik baja. Ezután megpróbálja meggyőzni a nőket, hogy a Cabal csak eszközként használta fel őket, nem muszáj tovább gyilkolniuk.
Ashley egyik abnormális informátoruktól, Squidtől megtudja, hogy a Cabal az információk szerint elvileg a 19. században kihalt, azonban ehelyett beszivárogtak az üzleti életbe, orvosi és kutatócégekbe, bankokba, katonai szervezetekbe, az irányításuk alá vontak mindent. Céljuk, hogy megszerezzék az abnormális képességekkel rendelkező lényeket, ezért mindent megtesznek, hogy a testvéreket visszakapják. A Menedékben Dr. Magnus és Nagyfiú szembeszáll a támadó Őrzőkkel, miközben Will a Morrígant menekíti ki az épületből, majd Ashley is beszáll a küzdelembe. Henryt elkapják a támadók, és a testvérek átadását követelik, akik ekkor visszatérnek. A harc beszüntetéséért cserébe hajlandók visszatérni a Cabalhoz, ám már tudják, kik ők, és hogy maguk döntenek sorsukról.

## Fogadtatás
Az IGN szerint a Fata Morgana az az epizód, ami azt sugallja, érdemes továbbra is nézni a sorozatot. Tory Ireland Mell kritikájában azt írja, „a történet, a szereplők, az akció és a vizuális hatás is csúcsponton volt”, csak Ashley és Helen között hiányol némi erősebb családi kapcsolatot. Mell ezt az epizódot ugyanolyan erősnek és pörgősnek érezte - ha nem jobban -, mint a bevezetőt. A Popsyndicate.com is hasonlóan fogalmazott, szép munkát végeztek a készítők a nézőközönség vonzására.

## Érdekességek
Az epizód a webepizódok 5., 6., 7. és 8. részének újraforgatásából készült.